# Poly(p-phenylen)

Cấu trúc một mắt xích của PPP

Poly(p-phenylen) (poly(p-phenylene); viết tắt: PPP) là một precusor để tổng hợp polyme dẫn. Để chuyển từ trạng thái không dẫn điện sang trạng thái bán dẫn, sử dụng phản ứng oxy hóa hay thêm tạp chất (dopant).